# Omiletică

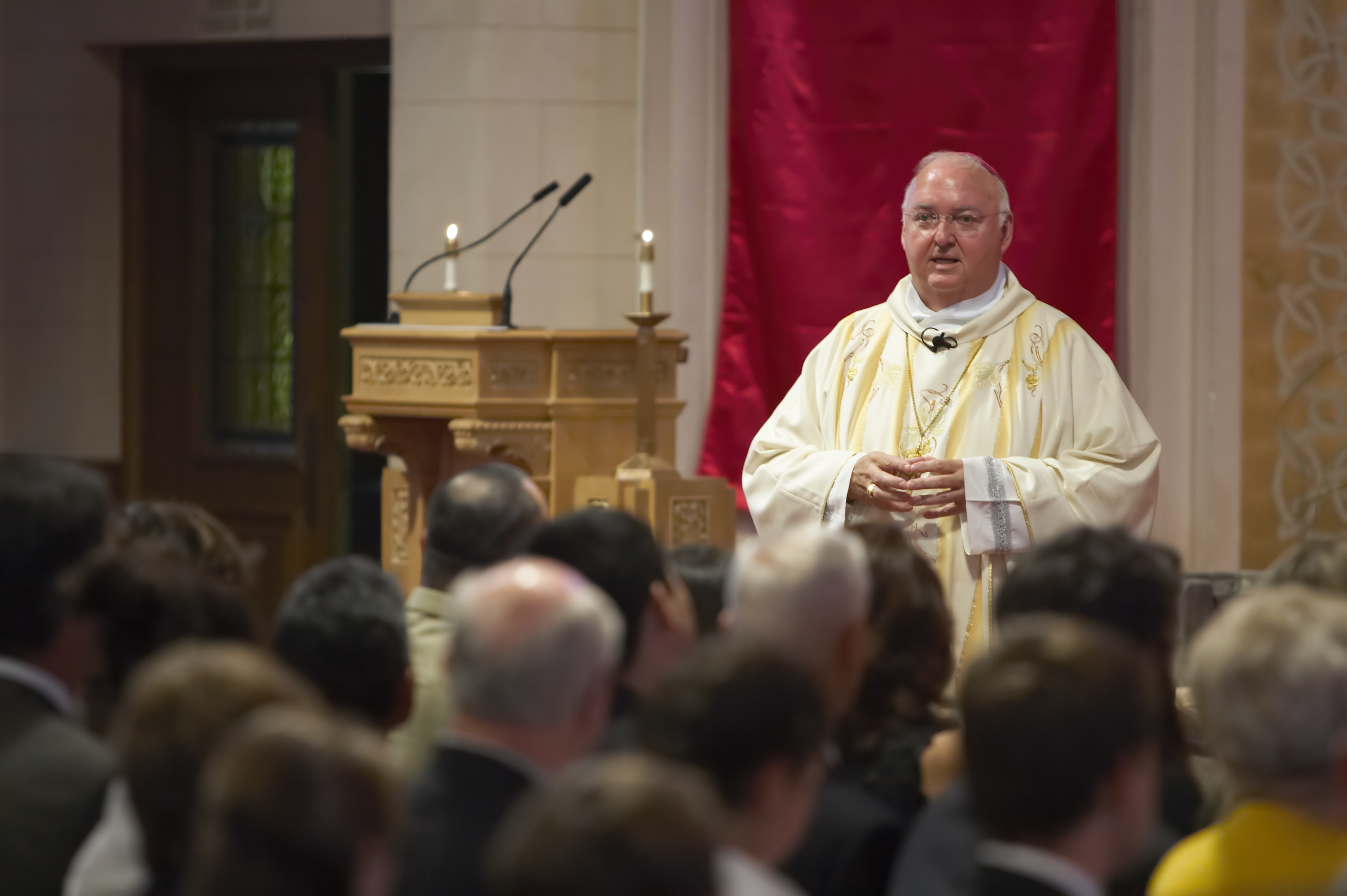
Episcopul Patrick McGrath ținând o predică la Palo Alto, California.

Omiletică (în greacă homiletikos, din homilos, „mulțime adunată”), în religie, este aplicarea principiilor generale ale retoricii în arta specifică a predicării publice. O persoană care studiază sau practică omiletica este numită colocvial predicator.

## Explicație
Omiletica înseamnă arta de a predica. Ea cuprinde studiul compoziției și rostirii unei predici sau a unui alt gen de discurs religios. Omiletica include toate formele de predicare, adică predica, omilia și instrucțiunile catehetice.
Poate fi definită în continuare ca un studiu al clasificării, pregătirii, compoziției și ținerii unor predici.
Înființarea unor astfel de cursuri precum cursul ținut de Lyman Beecher la Universitatea Yale a avut ca rezultat creșterea importanței omileticii ca disciplină teologică, iar volumele publicate în această serie sunt o sursă utilă de informare cu privire la istoria și practica acestei discipline.

### Ramură a teologiei pastorale
Standard Dictionary definește omiletica drept „acea ramură a retoricii care tratează compoziția și ținerea predicilor sau omiliilor”. Această definiție a avut o influență deosebită în secolul al XIX-lea printre unii gânditori ca John Broadus. Gânditori precum Karl Barth s-au opus acestei definiții, susținând că omiletica ar trebui să păstreze o distanță critică față de retorică. Relația omiletică / retorică a constituit o problemă majoră în teoria omiletică de la mijlocul secolului al XX-lea..
Prima formă de predicare a fost omilia.

### Tradiția creștină: predicarea lui Isus

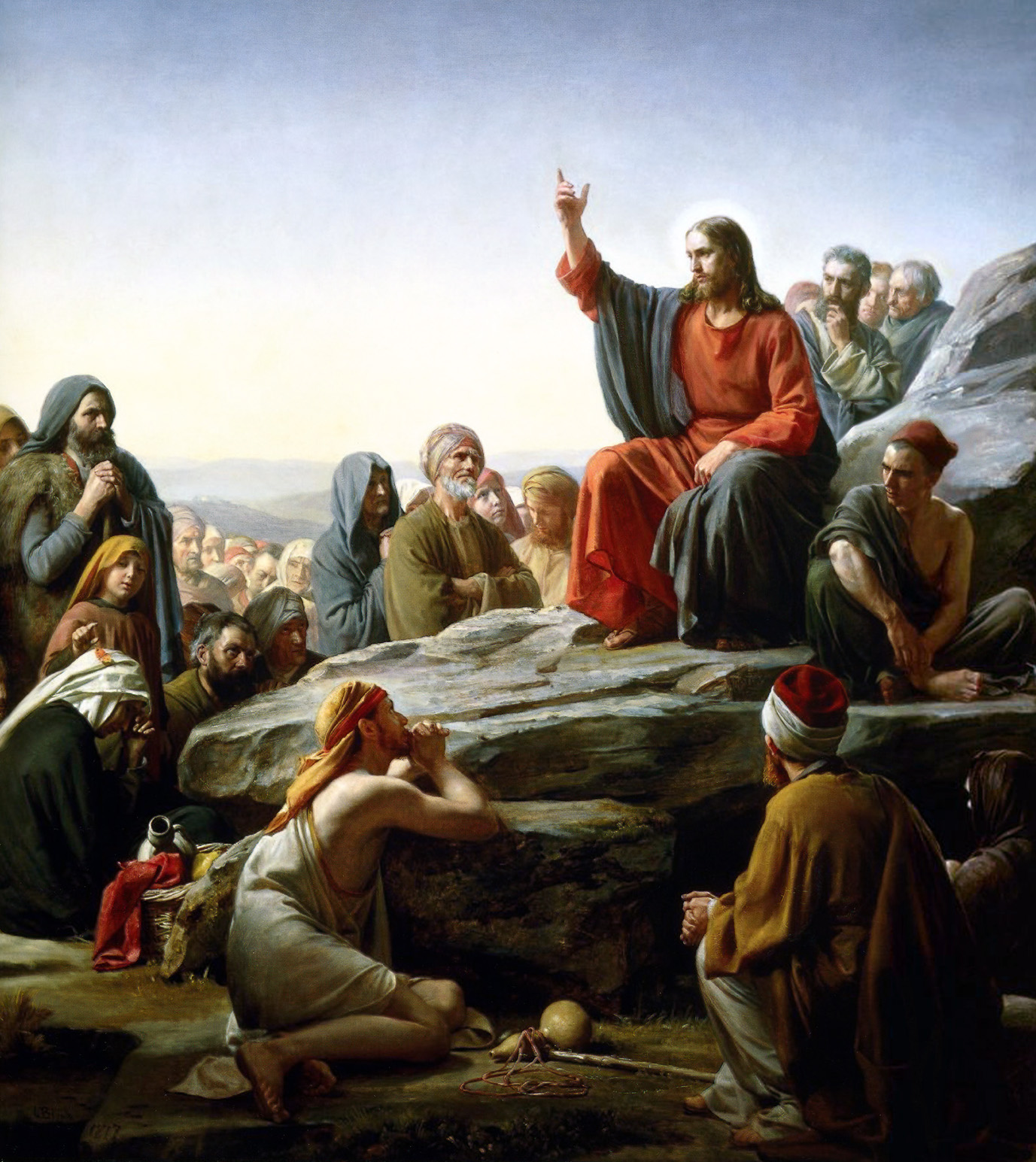
Predica de pe munte de Carl Heinrich Bloch, pictor danez

Isus a predicat și i-a însărcinat pe Apostoli să facă acest lucru. Lucrarea sa propovăduitoare a inclus două forme de predică: misionară și ministerială (cărora le corespund magisteriul și ministeriul Bisericii) - prima pentru cei din afara bisericii, iar cea de-a doua pentru cei care sunt deja membri ai Bisericii. Un exemplu sugestiv al acesteia din urmă este discursul de după Cina cea de taină (Ioan 14-16).
Nu se poate spune că predicarea lui Isus a avut o formă clar definită în sensul unei predici moderne; scopul ei era să semene sămânța cuvântului, pe care el o împrăștia în jurul său precum semănătorul din parabolă. Însărcinarea încredințată apostolilor a inclus ambele tipuri de predică. Exemple de predică misionară sunt întâlnite în Matei 28:19; Marcu 16:15; Marcu 3:14; Luca 9:2. Predica Sfântului Pavel menționată în Faptele Apostolilor 20:7-11 exemplifică cel de-al doilea fel de predicare. Apostolii au fost sprijiniți în această misiune de asistenți care au fost aleși și consacrați pentru acest scop ca, de exemplu, Timotei și Tit, ca și de cei care au primit har divin. Omilia menționată în Apologia lui Iustin Martirul este un exemplu de predică ministerială, diferită de predica misionară.

### Predica misionară

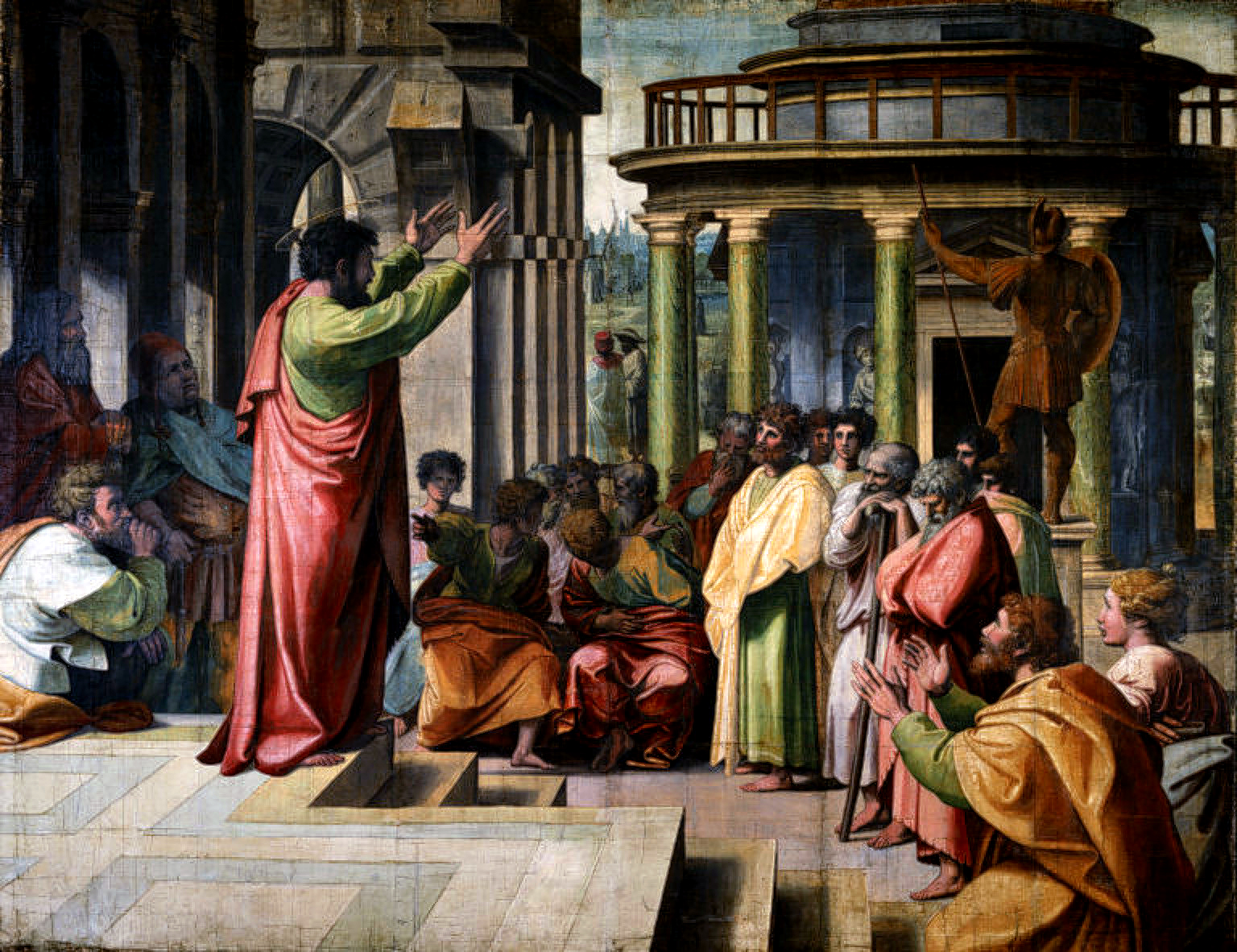
Sf. Pavel predicând în Areopagul din Atena, pictură de Rafael, 1515.

Apostolii au fost asistați în predicarea misionară, într-o formă neoficială, de laici care au explicat doctrina creștină persoanelor cunoscute din rândul necredincioșilor care luau parte la adunările creștine, de exemplu, cf. I Cor., xiv, 23-24.  Acest lucru este valabil în special în cazul filozofului Iustin Martirul, care a participat la adunări cu acest scop. Predicile adresate credincioșilor în perioada timpurie erau foarte simple, fiind doar prezentări sau parafrazări ale textelor Scripturii care erau citite într-un mod entuziast. Acest lucru reprezintă motivul pentru care nu s-au păstrat predici sau omilii din acea perioadă. Ea explică, de asemenea, declarația ciudată făcută de Sozomen (Hist. Eccl., VII, xix) și de Cassiodorus în lucrarea Historia ecclesiastica tripartita, pe care Duchesne  pare să o accepte, că nimeni nu a predicat la Roma. (Sozomen a scris despre epoca papei Sixt al III-lea, ce a domnit în perioada 432-440) Explicația oferită de Thomassin pentru declarația lui Sozomen este că nu a existat nici o predică în sensul unui discurs elaborat înainte de perioada domniei papei Leon - cu excepția, poate, a discuției despre feciorie purtată de Papa Liberius (aflat în funcție în perioada 352-366) cu Marcellina, sora Sf. Ambrozie, cu ocazia călugării acesteia, care este considerat astăzi mai mult ca un discurs privat.
Principalul motiv al lipsei predicilor este atribuit de Thomassin persecuțiilor romane la adresa creștinilor. Neander (I, 420, notă) spune despre declarația lui Sozomen: „Remarca nu putea fi extinsă până în vremurile de început, dar dacă presupunem că așa a fost făcută ar însemna că predica avea doar un rol secundar. Poate că acest scriitor oriental a fost înșelat de relatările false provenite din Occident sau poate că predica nu ocupa în Biserica Occidentală un loc atât de important ca în Biserica Greacă”.